# Giulio Cesare Da Passano
Giulio Cesare Da Passano, marchese (Genova, 10 luglio 1818 – La Spezia, 29 ottobre 1866), è stato un patriota e politico italiano.

## Biografia
Marchese di San Venerio, frazione di Vezzano Ligure, esponente di un'antica Famiglia di intenti liberali e patriottici, aderisce al movimento mazziniano con la moglie Maddalena Quartara (1817-1858). 
Per sottrarsi alla polizia sabauda sul finire degli anni '30 del secolo si stabilisce nella sua villa La lobbia alla Spezia, dove ospita più volte Giuseppe Mazzini e Felice Orsini. 
La sua casa diventa presto luogo di convegno dei cospiratori mazziniani.
È coinvolto con la moglie nei tentativi insurrezionali di Orsini nella Lunigiana del 1853 e 1854.
Nel 1855 fonda e presiede la locale Società di tiro a segno; si candida alle elezioni politiche generali senza successo. 
Si allontana dalle sue posizioni mazziniane rivolgendosi verso posizioni unitarie e si avvicina politicamente a Garibaldi nel 1859; nel contempo si dedica a varie attività in campo sociale.
Rimasto vedovo della prima moglie, si risposa nel 1864 con Ernesta Queirollo (1840-1915).
Muore a La Spezia nel 1866.